# فرانكو فريدا
فرانكو فريدا (بالإيطالية: Franco Freda)‏ هو محرر إيطالي، ولد في 11 فبراير 1941 في بادوفا في إيطاليا.